# District de Kendrapara
Le district de Kendrapara est un district de l'État de l'Odisha (Inde), ayant la ville de Kendrapara pour chef-lieu.

## Géographie
Sa population compte 1 439 891 habitants (recensement de 2011).